# Ommatophora
Ommatophora là một chi bướm đêm thuộc họ Erebidae.